# Avatar Generations
Avatar Generations é um jogo eletrônico mobile de 2023 lançado para dispositivos Android e iOS. É baseado na série animada norte-americana de televisão Avatar: The Last Airbender.

## Premissa
Baseado na icônica série da Nickelodeon, Avatar: The Last Airbender, junte-se a Aang e ao Time Avatar e viaje pelas Quatro Nações para cumprir o destino do Avatar. Colete novos aliados para criar seu próprio time de personagens favoritos - de Katara, Suki, Gyatso a Yue, eles estão todos lá. Novos heróis adicionados regularmente, incluindo Avatares adicionais de várias gerações.

## Produção
O primeiro trailer do jogo foi lançado em 10 de janeiro de 2023, mostrando cinemáticas e algumas cenas de gameplay. No mesmo dia, o game também entrou em pré-registro mundialmente.

## Mecânicas
O combate do jogo baseia-se em personagens utilizando poderes ou habilidades de luta baseadas na série original. Existem cinco diferentes tipos de personagens, dominando elementos da natureza ou técnicas de luta, sendo eles:
- Água: Dominadores de água usam essa habilidade hidrocinética para controlar água, assim como suas várias formas. Ataques elementais de água podem retardar inimigos.
- Terra: Dominadores de terra usam essa habilidade geocinética e Jing neutro para manipular terra e rochas de vários jeitos. Ataques elementais de terra podem bloquear efeitos em inimigos.
- Fogo: Dominadores de fogo usam essa habilidade pirocinética para produzir e controlar fogo. Ataques elementais de fogo podem produzir status de queimaduras em inimigos e fazer com que tomem danos maiores.
- Ar: Dominadores de ar controlam e manipulam o ar ao utilizar essa arte de dobra aerocinética. Ataques elementais de ar podem causar debuff em inimigos enfraquecendo seus ataques.
- Não-dominador: Não-dominadores de todas as nações utilizam habilidades especiais, armas e táticas de luta ao invés de artes de dominação. Ataques especiais podem podem bloquear cura em inimigos.

O jogador pode, ao longo da jornada no game, coletar diversos personagens da série, os utilizando em equipes e aperfeiçoando-os, além de ser possível equipa-los com armamentos especiais e encantados, como em jogos clássicos de RPG.

## Recepção
O jogo passou a marca de 100 mil downloads, possuindo uma média de 3,9/5 estrelas no Google Play Store, baseado em uma média de 4,52 mil avaliações globais.